# Hounds of Hell
Palmarès
1 fois Champions du monde Trios de la AEW (Malakai Black, Brody King et Buddy Matthews)
1 fois Championne TBS de la AEW (Julia Hart)
Hounds of Hell (anciennement House of Black) est un clan de catcheurs Face composé de Brody King, Buddy Matthews et Julia Hart. Le trio travaille actuellement à la All Elite Wrestling.

## Histoire du groupe

### All Elite Wrestling (2021-...)

#### Formation du clan, arrivées de Brody King, Buddy Matthews et Julia Hart, captures des titres mondiaux Trios et TBS (2021-2024)
Le 7 juillet 2021 à Dynamite, Malakai Black fait ses débuts à la All Elite Wrestling, où il attaque Arn Anderson et Cody Rhodes avec un Black Mass. Le 4 août à Dynamite: Homecoming, il dispute son premier match et bat le second.
Le 13 novembre à Full Gear, Andrade El Idolo et lui perdent face à PAC et Cody Rhodes.
Le 12 janvier 2022 à Dynamite, il attaque Penta El Zero Miedo après sa victoire sur Matt Hardy, mais le premier reçoit le renfort des Varsity Blonds (Brian Pillman, Jr. et Griff Garrison). Brody King fait ses débuts dans la fédération et forme officiellement une équipe avec lui qui se fait appeler Kings of the Black Throne. La semaine suivante à Dynamite, les deux catcheurs disputent leur premier match et ensemble, ils battent les Varsity Blonds. Le 23 février à Dynamite, ils perdent face au Britannique et au luchador mexicain. Après le combat, Buddy Matthews fait ses débuts, où il attaque leurs adversaires et rejoint les deux premiers, ce qui créé le clan. Le 6 mars lors du pré-show à Revolution, le trio dispute leur premier match et ensemble, ils battent Erick Redbeard, PAC et Penta Oscuro dans un 6-Man Tag Team match.
Le 29 mai à Double or Nothing, ils battent The Death Triangle (PAC et les Lucha Brothers) dans la même stipulation. Pendant le combat, Julia Hart effectue un Heel Turn, car elle asperge du Black Mist sur le visage du Britannique et rejoint officiellement le clan. Le 26 juin à Forbidden Door, Malakai Black ne devient pas le premier champion All-Atlantic de la AEW, battu par PAC dans un Fatal 4-Way match qui inclut également Miro et Clark Connors.
Le 4 septembre à All Out, les trois hommes perdent face à Darby Allin, Sting et Miro dans un 6-Man Tag Team match. Le lendemain du PLE, le leader du clan s'accorde une pause pour faire le point sur sa situation, et s'absente pendant une durée indéterminée.
Le 23 novembre à Dynamite: Thanksgiving Eve, il fait son retour après 2 mois d'absence aux côtés de ses deux compères et ensemble, les trois hommes attaquent les Best Friends et la Factory.
Le 5 mars 2023 à Revolution, ils deviennent les nouveaux champions du monde Trios de la AEW en battant l'Elite (Kenny Omega et les Young Bucks) dans un Trios Tag Team match et remportent les titres pour la première fois de leurs carrières.
Le 28 mai à Double or Nothing, ils conservent leurs titres en battant The Acclaimed (Anthony Bowens, Max Caster et "Daddy Ass" Billy Gunn) dans un House of Black Rules match.
Le 27 août à All In, ils ne conservent pas leurs ceintures, battus par leurs mêmes adversaires dans un No Holds Barred match, ce qui met fin à un règne de 175 jours.
Le 1er octobre à WrestleDream, Julia Hart ne remporte pas le titre TBS, battue par Kris Statlander. Le 18 novembre à Full Gear, Malakai Black et Brody King ne remportent pas les titres mondiaux par équipes, battus par Ricky Starks et Big Bill dans un Fatal 4-Way Tag Team Ladder match qui inclut également FTR (Cash Wheeler et Dax Harwood) et La Facción Ingobernable (Rush et Dralistico). Ensuite, Julia Hart devient la nouvelle championne TBS de la AEW en prenant sa revanche sur sa même adversaire et en battant Skye Blue dans un 3-Way match, remporte le titre pour la première fois de sa carrière, son premier titre personnel et devient aussi la plus jeune catcheuse à gagner la ceinture. Le 16 décembre à Collision: Winter is Coming, Skye Blue et elle forment officiellement une alliance et les deux femmes attaquent Abadon, jusqu'à ce que Thunder Rosa, de retour de blessure après un an et 3 mois et demi d'absence, intervienne et les fasse fuir. Quatorze soirs plus tard à Worlds End, elle conserve son titre en battant Abadon.
Le 3 mars 2024 lors du pré-show à Revolution, Skye Blue et elle perdent face à Willow Nightingale et Kris Statlander.
Le 21 avril à Dynasty, le trio masculin du clan bat Adam Copeland, Eddie Kingston et Mark Briscoe dans un Trios Tag Team match. Ensuite, Julia Hart ne conserve pas sa ceinture, battue par Willow Nightingale, ce qui met fin à un règne de 155 jours. 

#### Diverses rivalités (2024-...)
Le 3 mai, Julia Hart souffre d'une blessure à l'épaule gauche et doit s'absenter pour une durée indéterminée. Le 26 mai à Double or Nothing, Malakai Black ne remporte pas le titre TNT, battu par Adam Copeland dans un Barbed Wire Steel Cage match. Le 15 juin à Collision, le trio masculin du clan effectue un Face Turn, bat le Bang Bang Gang (Juice Robinson et les Gunns) et devient aspirant no 1 aux titres mondiaux Trios unifiés. Après le combat, Christian Cage montre au Hollandais et à l'Américain que leur partenaire Australien est K.O dans les coulisses. Quinze soirs plus tard lors du pré-show à Forbidden Door, Malakai Black et Brody King battent Tomohiro Ishii et Kyle O'Reilly, Gabe Kidd et Roderick Strong et Private Party (Brother Zay et Marq Quen) dans un 4-Way Tag Team match.
Le 25 août à All In, les trois catcheurs du clan ne remportent pas les titres mondiaux Trios, battus par Blackpool Combat Club (Claudio Castagnoli et Wheeler Yuta et PAC dans un 4-Way London Ladder match qui inclut également The Patriarchy (Christian Cage, "The Prodigy" Nick Wayne et Killswitch) et Bang Bang Gang (Juice Robinson et The Gunns). Après le combat, ils félicitent les gagnants avec une poignée de mains. 
Le 23 novembre lors du pré-show à Full Gear, Buddy Matthews bat Dante Martin, Komander et The Beast Mortos dans un 4-Way match. Plus tard dans le show principal, Malakai Black et Brody King ne remportent pas les ceintures mondiales par équipes, battus par Private Party (Zay et Quen) dans la même stipulation qui inclut également The Outrunners (Truth Magnum et Turbo Floyd) et The Acclaimed (Anthony Bowens et Max Caster). Le 14 décembre à Collision: Winter is Coming, Julia Hart fait son retour de blessure, après 8 mois d'absence, et attaque Jamie Hayter après la défaite de cette dernière contre Willow Nightingale.
Le 10 février 2025, Malakai Black quitte officiellement la compagnie à la suite de l'expiration de son contrat.

## Membres du groupe
| * | Membre(s) fondateur(s) |
| L | Leader(s)              |
| M | Manager                |

| Identité       | Identité | Arrivée         | Départ          | Notes                          |
| -------------- | -------- | --------------- | --------------- | ------------------------------ |
| Malakai Black  | * L      | 12 janvier 2022 | 22 janvier 2025 | 1 fois Champion du monde Trios |
| Brody King     | *        | 12 janvier 2022 |                 |                                |
| Buddy Matthews |          | 23 février 2022 |                 |                                |
| Julia Hart     |          | 29 mai 2022     |                 | 1 fois Championne TBS          |